# Phrasenlänge
Phrasenlänge wird definiert durch die Zahl sprachlicher Einheiten, aus denen eine Phrase besteht. Phrase selbst ist kein ganz eindeutiger Begriff, da er in verschiedenen wissenschaftlichen Kontexten (traditionelle Grammatik, generative Grammatik, …) unterschiedlich verstanden wird. In vielen Fällen entspricht Phrase dem Satzglied.

## Bestimmung der Phrasenlänge
Die Phrasenlänge kann durch die Zahl jeder kleineren Einheit (Buchstaben, Laute, Morphe, Silben und andere) bestimmt werden. Bisher wurde die Phrasenlänge durch die Zahl der Buchstaben oder Phoneme oder auch durch die der Wörter angegeben.

## Bedeutung der Phrasenlänge
Die Phrasenlänge wurde bisher sowohl in der Quantitativen Stilistik als auch in der Quantitativen Linguistik verwendet.

### Bedeutung der Phrasenlänge in der Stilistik
In der Quantitativen Stilistik können mit Hilfe des Kriteriums der Phrasenlänge Textsorten unterschieden werden; Hoffmann gibt am Beispiel des Russischen folgende Übersicht zur Phrasenlänge von Subjektgruppen (= Wortgruppe, die das Subjekt im Satz ausmacht) in zwei unterschiedlichen Textgruppen:
| Phrasenlänge | Wissenschaftliche Prosa | Künstlerische Prosa |
| ------------ | ----------------------- | ------------------- |
| 0            | 11.4                    | 3.8                 |
| 1            | 27.3                    | 73.7                |
| 2            | 24.1                    | 13.9                |
| 3            | 12.4                    | 4.3                 |
| 4            | 8.4                     | 1.7                 |
| ≥5           | 16.4                    | 2.6                 |

Die Phrasenlänge ist hier durch die Zahl der Wörter je Phrase angegeben. Es ist eine deutliche Tendenz zu größeren Phrasenlängen der Subjektgruppen in der wissenschaftlichen Prosa erkennbar; das Gleiche gilt auch für die Prädikatgruppe.

### Bedeutung der Phrasenlänge in der Linguistik
In der Quantitativen Linguistik wurden Texte daraufhin untersucht, welche Phrasenlängen wie häufig in ihnen vertreten sind. Ziel dieser Untersuchungen war es, die Verteilung der Phrasenlängen als einem Sprachgesetz folgend zu erweisen. Für die Phrasenlängenverteilung in Fachzeitschriften der Betriebswirtschaftslehre konnte gezeigt werden, dass sie der 1-verschobenen Hyperpoisson-Verteilung folgen:
| x | n(x) | NP(x)  |
| - | ---- | ------ |
| 1 | 383  | 382.70 |
| 2 | 701  | 700.45 |
| 3 | 427  | 412.56 |
| 4 | 121  | 144.79 |
| 5 | 28   | 36.19  |
| 6 | 19   | 7.02   |
| 7 | 6    | 1.28   |

In der Tabelle ist x: Zahl der Autosemantika (Wörter mit selbständiger lexikalischer Bedeutung) pro Phrase, n(x) die in dem ausgewerteten Korpus beobachtete Zahl der Phrasen der Länge x; NP(x) die Zahl der Phrasen der Länge x, die berechnet wird, wenn man die 1-verschobene Hyperpoisson-Verteilung an die beobachteten Daten anpasst. Der Test ergibt mit dem Diskrepanzkoeffizienten C = 0.0036, dass die 1-verschobene Hyperpoisson-Verteilung ein gutes Modell für die beobachteten Daten ist. Das Ergebnis eines solchen Tests wird als gut bewertet, wenn C ≤ 0.01 ist, was in diesem Fall zutrifft. Die Untersuchung eines kurzen Textes aus Lichtenbergs Sudelbüchern erbrachte ein ebenso gutes Ergebnis. Für ausführlichere Erläuterungen sei auf die angegebene Literatur verwiesen.
An die Daten der Nominalphrasen in einem sehr umfangreichen Textkorpus des britischen Englischen (über 100000 NPs) hat Wang Hua in einer neuen Untersuchung ein anderes Modell erfolgreich angewendet.